# Horacio Verbitsky

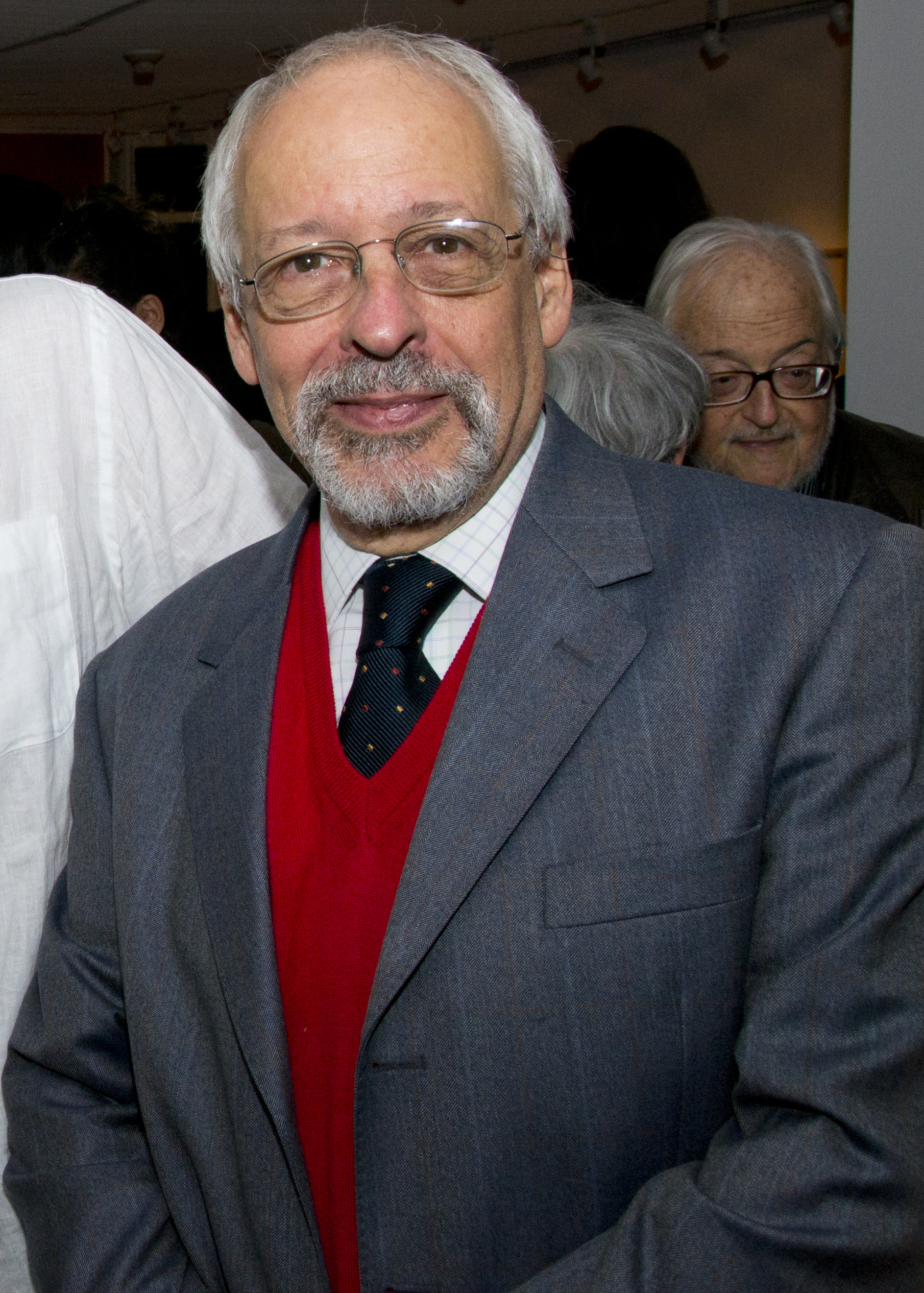
Horacio Verbitsky (2014)

Horacio Verbitsky (* 11. Februar 1942 in Buenos Aires) ist ein argentinischer Journalist und Buchautor. Er leitete das Centro de Estudios Legales y Sociales („Zentrum für rechtliche und soziale Studien“; CELS), eine 1979 gegründete argentinische Menschenrechtsorganisation.

## Leben
Horacio Verbitsky war in den 1970er Jahren Mitglied der linksperonistischen Organisation Montoneros. Er wurde in den 1990er Jahren mit Artikeln bekannt, die Korruption und Skandale von Mitgliedern der Regierung Carlos Menems aufdeckten und Rücktritte einiger Minister herbeiführten. 1994 veröffentlichte er Geständnisse eines Marineoffiziers, die Folter und Morde der Marine Argentiniens an Oppositionellen aufdeckten. Damit bewirkte er eine verstärkte Strafverfolgung von Massenmorden und Menschenrechtsverletzungen der argentinischen Militärdiktatur, die von 1976 bis 1983 herrschte und bis zu 30.000 Argentinier entführen und ermorden ließ (siehe Schmutziger Krieg).
Seit 2004 unterstützt Verbitsky als Mitarbeiter der Zeitung Página/12 die Politik der Regierungen von Néstor Kirchner und dessen Ehefrau und Nachfolgerin Cristina Fernández de Kirchner in vielen Punkten. Weil er Korruptionsvorwürfe gegen die Kirchner-Regierungen nicht ebenso kritisiert haben soll wie die ihrer Vorgängerregierung, hatte er eine Auseinandersetzung mit dem Journalisten Julio Nudler.
Sein Buch El silencio: de Paulo VI a Bergoglio: las relaciones secretas de la Iglesia con la ESMA (erschienen 2005) behandelt das Verhältnis der katholischen Kirche Argentiniens zur Militärdiktatur. Darin warf Verbitsky Jorge Mario Bergoglio (seit 2013 Papst Franziskus) vor, 1976 als damaliger Leiter der Jesuiten Argentiniens habe er einige der ihm unterstellten Priester an die Junta ausgeliefert und sich nicht für ihre Freilassung eingesetzt. Das Buch erschien kurz vor dem Konklave 2005, bei dem Bergoglio, der seit 2001 Kardinal war, erstmals als Kandidat für das Papstamt in Frage kam. Verbitsky wiederholte und bekräftigte seine Vorwürfe gegen Bergoglio im März 2013, als dieser zum neuen Papst gewählt wurde. Er gilt als Hauptkritiker des Papstes.
In der COVID-19-Pandemie bewirkte Verbitsky dank seiner Beziehungen, dass er bevorzugt geimpft wurde, obwohl er nach den geltenden Kriterien noch nicht an der Reihe war. Dies führte, als es bekannt wurde, zu heftigen Konflikten im CELS, das sich für die Gleichberechtigung und Gleichbehandlung der Argentinier einsetzt. Wegen des Verstoßes gegen den Grundsatz der Solidarität musste Verbitsky im Februar 2021 als Präsident des CELS zurücktreten. Seine Nachfolgerin wurde Sofía Tiscornia.

## Ehrungen
- Feria del Libro de Buenos Aires, für den Robo para la Corona 1991
- Premio del Colegio de Abogados de San Isidro.
- Premio Konex (Diploma al Mérito):[8],Ensayo Político 1994, Análisis Político, 1997
- Latin American Studies Association 1996, A los medios de comunicación
- Konrad-Adenauer-Stiftung und Centro de Estudios Para una Nueva Mayoría
- Premio de los libreros a Editorial Planeta Mejor Libro Periodístico für Un mundo sin periodistas 1998
- Premio Rodolfo Walsh, 1998[9]
- Human Rights Watch, Hellman/Hammett Grant, 1998[10][11]
- TEA, Uno de los 10 periodistas de la década
- CPJ New York 2001, Freedom of Expression Award[12][13][14]
- Visitante ilustre, Paraná 2005[15]
- Premio Iberoamericano a la Libertad de Expresión':  Entregado por la Casa América Catalunya a Página/12 de manos de Joan M. Serrat  2007[16][17][18]
- El intelectual más influyente del país, Periódico mendocino, MDZ, 2009.[19]
- Premios Democracia, de Caras y Caretas (2009).
- Premio de la Commission Nationale Consultative des Droits de l’Homme, por la despenalización del delito de “calumnias e injurias” 2009[20]
- Reconocimiento de “Nuevo Encuentro” en la Semana de la Memoria (Morón, 2010)
- Premio Nacional de la Secretaría de Cultura, Ensayo Político für den Historia política de la iglesia argentina (Buenos Aires 2011).[21]
- Premio Perfil für den Libertad de Expresión Nacional, Buenos Aires 2011.[22]
- Gruber Justice Prize für das CELS (Philadelphia, USA, 2011).
- Ehrenmitglied der Universität York, 2011.[23]
- 11.  Premio Joan Alsina de Derechos Humanos; Casa Amèrica Catalunya, Barcelona,  2011.[24]
- El más valorado autor de libros, Revista Debate 2012[25]

## Werke

### Essays
| Titel                                                                                                  | Verlag                 | Verlagsort | Jahr       | ISBN                        |
| --- | ---------------------- | ---------- | ---------- | --------------------------- |
| Prensa y poder en Perú                                                                                 | Extemporáneos          | Mexiko     | 1975       |                             |
| La última batalla de la tercera guerra mundial                                                         | Legasa                 | Bs. As.    | 1984       | ISBN 950-07-2231-3          |
| La posguerra sucia                                                                                     | Legasa                 | Bs. As.    | 1985       | ISBN 950-600-060-3          |
| Rodolfo Walsh y la prensa clandestina (1976-1978)                                                      | Ediciones de la Urraca | Bs. As.    | Sept. 1985 |                             |
| Ezeiza                                                                                                 | Contrapunto            | Bs. As.    | Nov. 1985  | ISBN 978-987-566-288-9      |
| Civiles y militares: memoria secreta de la transición                                                  | Contrapunto            | Bs. As.    | 1987       | ISBN 987-503-427-4          |
| Medio siglo de proclamas militares                                                                     | Editora/12             | Bs. As.    | 1987       | ISBN 950-9586-15-3          |
| La educación presidencial: de la derrota del '70 al desguace del Estado                                | Editora/12 – Puntosur  | Bs. As.    | 1990       | ISBN 950-9889-55-5          |
| Robo para la corona: los frutos prohibidos del árbol de la corrupción                                  | Editorial Planeta      | Bs. As.    | 1991       | ISBN 950-742-145-9          |
| Hacer la Corte: la construcción de un poder absoluto sin justicia ni control                           | Editorial Planeta      | Bs. As.    | 1993       | ISBN 950-742-394-X          |
| El vuelo                                                                                               | Ed. Planeta            | Bs. As.    | 1995       | ISBN 950-742-608-6          |
| Un mundo sin periodistas: las tortuosas relaciones de Menem con la ley la Justicia y la verdad         | Ed. Planeta            | Bs. As.    | 1997       | ISBN 950-742-886-0          |
| Hemisferio derecho                                                                                     | Editorial Planeta      | Bs. As.    | 1998       | ISBN 950-742-953-0          |
| Malvinas: La última batalla de la Tercera Guerra Mundial (ampliada)                                    | Ed. Sudamericana       | Bs. As.    | 2002       | ISBN 950-07-2231-3          |
| El silencio: de Paulo VI a Bergoglio: las relaciones secretas de la Iglesia con la ESMA                | Ed. Sudamericana       | Bs. As.    | 2005       | ISBN 950-07-2035-3          |
| Doble juego: la Argentina católica y militar                                                           | Ed. Sudamericana       | Bs. As.    | 2006       | ISBN 978-950-07-2737-2 (13) |
| Cristo Vence: la Iglesia en la Argentina: Un siglo de historia política (1884-1983) (I) (Introducción) | Ed. Sudamericana       | Bs. As.    | 2007       | ISBN 950-07-2803-6          |
| La Violencia Evangélica de Lonardi al Cordobazo (II)                                                   | Ed. Sudamericana       | Bs. As.    | 2008       | ISBN 978-950-07-2918-5      |
| Vigilia de armas. Del Cordobazo de 1969 al 23 de marzo de 1976 (III)                                   | Ed. Sudamericana       | Bs. As.    | 2009       | ISBN 978-950-07-3049-5      |
| La mano izquierda de Dios. La última dictadura (1976- 1983) (IV) (El capítulo 1)                       | Ed. Sudamericana       | Bs. As.    | 2010       | ISBN 978-950-07-3275-8      |
| La libertad no es un Milagro                                                                           | Ed. Planeta            | Bs. As.    | 2017       | ISBN 978-950-49-6035-5      |
| La música del Perro                                                                                    | Ed. Las 40             | Bs. As.    | 2020       | ISBN 978-987-4936-16-5      |

### Übersetzungen
| Jahr | Titel                                                                                  | Verlag                        | Details / ISBN |  |
| ---- | -------------------------------------------------------------------------------------- | ----------------------------- | --- |  |
| 1995 | O vôo. A história da Operação militar de extermínio que abalou a Argentina             | Globo (São Paulo)             | Portugiesisch, 179 S. ISBN 85-250-1344-7 |  |
| 1995 | El vuelo. La guerre sale en Argentina                                                  | Dagorno (París)               | Französisch, 224 S. Con un capítulo extra acerca de "El Silencio". ISBN 2-910019-31-4                                                                             |  |
| 1996 | The Flight. Confessions of an argentine dirty warrior                                  | The New Press (New York City) | Englisch, Vorwort von Juan Méndez, herausgegeben von Human Rights Watch. ISBN 1-56584-009-7.                                                                      |  |
| 1996 | Il volo. Le rivelazioni di un militare pentito sulla fine dei desaparecidos            | Feltrinelli (Mailand)         | Italienisch, Übersetzer: C. Tognonato, 152 S. ISBN 978-88-07-17019-5                                                                                              |  |
| 2001 | Il volo. Le rivelazioni di un militare pentito sulla fine dei desaparecidos            | Feltrinelli                   | Italienisch, 152 S. ISBN 88-07-17019-1 (10) ISBN 978-88-07-17019-5 (13)                                                                                           |  |
| 2005 | The Flight. Confessions of an argentine dirty warrior                                  | The New Press (New York City) | Englisch, Vorwort Juan Méndez; mit einer neuen Einleitung von Gabriel Cavallo und Nachwort des Autors. 215 S. ISBN 1-56584-985-X (10) ISBN 978-1-56584-985-3 (13) |  |
| 2005 | The Silence: the Catholic Church in Argentina and the “dirty war”                      | PDF Open Democracy            | in Auszügen übersetzt, concerning the Cité catholique fundamentalist group, etc.                                                                                  |  |
| 2006 | L’ isola del silenzio. Il ruolo della Chiesa nella dittatura argentina                 | Fandango Libri, Rom           | Italienisch, 177 S. ISBN 88-6044-004-1 (10) ISBN 978-88-6044-004-4 (13)                                                                                           |  |
| 2008 | Il volo. Le rivelazioni di un militare pentito sulla fine dei desaparecidos            | Fandango Tascabili (Rom)      | Italienisch, 205 S. ISBN 88-6044-091-2 (10) ISBN 978-88-6044-091-4 (13)                                                                                           |  |
| 2011 | Doppio gioco. L’Argentina cattolica e militare                                         | Fandango Libri, Rom           | Italienisch, 723 S. ISBN 88-6044-199-4 (10) ISBN 978-88-6044-199-7 (13)                                                                                           |  |
| 2016 | Der Flug – Wie die argentinische Militärdiktatur ihre Gegner im Meer verschwinden ließ | Mandelbaum, Wien              | Deutsch, 224 S. ISBN 3-85476-499-5 (10) ISBN 978-3-85476-499-1 (13)                                                                                               |  |

## Verfilmungen
- ¿Dónde está Miguel? (2000). Jorge Jaunarena und Pablo Torello.

- El Final de los Principios (1989–2001). Felipe Pigna.[41]

- Paco Urondo, la palabra justa (2004). Daniel Desaloms. Juan Leyrado, Cristina Banegas, Mariel Ballester, und Noé Jitrik.[42][43]

- Historias de aparecidos (2005). Pablo Torello. Azucena Villaflor, Esther Ballestrino y María Ponce, Madres de Plaza de Mayo.[44]

- A cielo abierto (2005). Pablo Torello.

- 4 de julio: la masacre de San Patricio (2007). Juan Pablo Young und Pablo Zubizarreta. Eduardo Kimel, Roberto Killmeate, Kevin O’Nelly y Robert Cox.

- Familia Lugones (2007). Paula Hernández und Graciela Maglie. Julia Constenla, Rita Cortese, Horacio González, Noé Jitrik, María Pía López, Nahuel Pérez Biscayart y Felipe Pigna.[45]

- Mirando desde acá (2007). Juventud Peronista. Andrés Taiana.[46]

- The Disappeared (II) (2008). Peter Sanders. Martín Balza, Estela Carlotto und Néstor Kirchner.[47][48]

- Carapintadas (2010). Matías Gueilburt. History Channel. Martín Balza, Gustavo Breide Obeid, Hugo Chumbita, Horacio Jaunarena und Jorge Mones Ruiz.[49]